# Ismail Rabee Juma
Ismail Rabee Juma (Dubai, 11 gennaio 1983) è un ex calciatore emiratino, portiere.

## Carriera

### Nazionale
Ha disputato il Campionato mondiale di calcio Under-20 2003.